# ガエタン・イングルバート
ガエタン・イングルバート（Gaëtan Englebert、1976年6月11日 - ）は、ベルギーの元サッカー選手。元ベルギー代表。ポジションはミッドフィールダー。

## 来歴
2001年にベルギー代表デビュー。翌年の2002 FIFAワールドカップのメンバーにも選ばれた。2006年までに9試合に出場した。

## 代表歴

### 出場大会
- ベルギー代表
  - 2002 FIFAワールドカップ

### 試合数
- 国際Aマッチ 9試合 0得点（2001年-2006年）[1]

| ベルギー代表 | 国際Aマッチ | 国際Aマッチ |
| 年           | 出場        | 得点        |
| ------------ | ----------- | ----------- |
| 2001         | 1           | 0           |
| 2002         | 4           | 0           |
| 2003         | 3           | 0           |
| 2004         | 0           | 0           |
| 2005         | 0           | 0           |
| 2006         | 1           | 0           |
| 通算         | 9           | 0           |